# Saint-Péray (tổng)
Tổng Saint-Péray là một tổng của Pháp nằm ở tỉnh Ardèche trong vùng Rhône-Alpes.
Tổng này được tổ chức xung quanh la commune de Saint-Péray ở quận Tournon-sur-Rhône. Độ cao biến thiên từ 98 m (Cornas) đến 774 m (Alboussière) với độ cao trung bình là 331 m.

## Hành chính
| Giai đoạn | Ủy viên           | Đảng | Tư cách                       |
| --------- | ----------------- | ---- | ----------------------------- |
| 1977-2001 | Henri-Jean Arnaud | RPR  | Thị trưởng Guilherand-Granges |
| 2001-2008 | Jacques Dubay     | DVD  | Thị trưởng Alboussière        |
| 2008-2014 | Jacques Dubay     | DVD  | Thị trưởng Alboussière        |

## Các đơn vị hành chính
Tổng Saint-Péray bao gồm 10 xã với dân số 25 693 người (điều tra năm 1999, dân số không tính trùng).
| Xã                    | Dân số | Mã bưu chính | Mã insee |
| --------------------- | ------ | ------------ | -------- |
| Alboussière           | 756    | 07440        | 07007    |
| Champis               | 442    | 07440        | 07052    |
| Châteaubourg          | 204    | 07130        | 07059    |
| Cornas                | 2 082  | 07130        | 07070    |
| Guilherand-Granges    | 10 880 | 07500        | 07102    |
| Saint-Péray           | 7 002  | 07130        | 07281    |
| Saint-Romain-de-Lerps | 540    | 07130        | 07293    |
| Saint-Sylvestre       | 350    | 07440        | 07297    |
| Soyons                | 1 936  | 07130        | 07316    |
| Toulaud               | 1 501  | 07130        | 07323    |

## Thông tin nhân khẩu
| 1962                                                     | 1968   | 1975   | 1982   | 1990   | 1999   |
| -------------------------------------------------------- | ------ | ------ | ------ | ------ | ------ |
| 11 623                                                   | 15 240 | 17 968 | 20 387 | 23 441 | 25 693 |
| Nombre retenu à partir de 1962 : dân số không tính trùng |        |        |        |        |        |